# 银白鱼
银白鱼（学名：Anabarilius alburnops）为輻鰭魚綱鯉形目鯝科白鱼属的鱼类，俗名小白鱼，被IUCN列為瀕危保育類動物，是中国的特有物种。分布于滇池等，體色銀白色在身體側邊上但是顏色略深的背面與灰白的膜盒。頭部後面的背部些微中凸然後逐漸地筆直地在背後；頭長身體長度略大於高度；吻尖；下頜些微地突出，體長可達29公分，多见于水体中上层以及常在水草茂密。该物种的模式产地在云南。

## 扩展阅读
維基物種上的相關：银白鱼